# Pseudopostega adusta
Pseudopostega adusta là một loài bướm đêm thuộc họ Opostegidae. Nó được Walsingham, Lord Thomas de Grey, miêu tả năm 1897. Nó được tìm thấy ở the Tây Indies, from Cuba phía đông đến Dominica, phía nam đến Belize và Ecuador. It is also known from Costa Rica.
Chiều dài cánh trước là 2.1–2.8 mm. Con trưởng thành bay vào tháng 1, tháng 3 đến tháng 4 và tháng 6.